# Lingots à gogo
Pour plus de détails, voir Fiche technique et Distribution.
Lingots à gogo (Midas Run) est une comédie policière américaine réalisée par Alf Kjellin et sortie en 1969.

## Synopsis
Pedley, un agent secret britannique proche de la retraite, déçu de n'avoir reçu aucune reconnaissance pour sa carrière, décide d'organiser un casse. Sa dernière mission consiste en effet à escorter une cargaison de lingots d'or de l'Angleterre vers l'Afrique à bord d'un avion de ligne et à planifier la prise de possession de la cargaison. Le vol est censé se dérouler en Italie avec l'aide de Mike Warden, un écrivain américain, et de Sylvia Giroux, qui devient bientôt sa maîtresse.
Lorsque la cargaison d'or disparaît, Lord Henshaw se précipite à Rome et commence à enquêter. L'agent se révèle très habile pour retrouver le butin et les petits malfaiteurs.
Après avoir mis la main sur ses complices Mike et Sylvia, il s'avère que son intention n'était pas de s'emparer de l'or mais seulement de la prime d'assurance.

## Fiche technique
- Titre original américain : Midas Run ou A Run on Gold[1],[2]
- Titre français : Lingots à gogo ou Une combine en or ou Le coup était presque parfait[3]
- Réalisateur : Alf Kjellin
- Scénario : Ronald Austin, James D. Buchanan, Berne Giler
- Photographie : Kenneth Higgins
- Montage : Fredric Steinkamp
- Musique : Elmer Bernstein
- Maquillage : Giuseppe Capogrosso
- Production : Raymond Stross, Selig Seligman, Martin Baum
- Société de production : American Broadcasting Company, Motion Pictures International, Selmur Productions
- Pays de production :  États-Unis
- Langue originale : anglais américain
- Format : couleur par Technicolor - 1,85:1 - Son mono - 35 mm
- Durée : 106 minutes
- Genre : Comédie policière[3], film de casse
- Dates de sortie :
  - États-Unis : 7 mai 1969 (New York)
  - France : septembre 1974[3]

## Distribution
- Richard Crenna : Mike Warden
- Anne Heywood : Sylvia Giroux
- Fred Astaire : John Pedley
- Ralph Richardson : Lord Henshaw
- Cesar Romero : Carlo Dodero
- Adolfo Celi : Général Ferranti
- Maurice Denham : Charles Crittenden
- John Le Mesurier : Wells
- Jacques Sernas : Paul Giroux
- Karl-Otto Alberty : Mark Dietrich
- George Hartmann : Anton Pfeiffer
- Carolyn De Fonseca (sous le nom de « Caroline De Fonseca ») : Ingeborg Pfeiffer
- Aldo Bufi Landi : Carabinier
- Stanley Baugh : Pilote
- Fred Astaire Jr. : Copilote
- Bruce Beeby : Gordon
- Robert Henderson : Le doyen
- Roddy McDowall : Wister